# 2087 Kochera
2087 Kochera este un asteroid din centura principală, descoperit pe 28 decembrie 1975 de Paul Wild.